# Iranian Center for Archaeological Research
Iranian Center for Archaeological Research er et arkæologisk forskningscenter i Iran, der blev grundlagt den 30. januar 1985 af den iranske regering. Forskningscenteret har til opgaver består i fremmelse, beskyttelse og bevaring af arkæologiske og historiske steder og studier i Iran.